# Handbuch der vergleichenden Psychologie
Das Handbuch der vergleichenden Psychologie wurde von Gustav Kafka herausgegeben und erschien 1922 in drei Bänden in München im Verlag von Ernst Reinhardt. Zu seinen Mitarbeitern zählten Rudolf Allers (Wien), Aloys Fischer (München), Fritz Giese (Halle), Matthias Heinrich Göring (Gießen), Hans W. Gruhle (Heidelberg), Hermann Gutzmann (Berlin), Otto Lipmann (Berlin), Richard Müller-Freienfels (Berlin), Georg Runze (Berlin), Sante de Sanctis (Rom), Richard Thurnwald (Halle). Es umfasst drei Bände. Die einzelnen Bände sind untergliedert in Abteilungen.

## Aufbau
I Die Entwicklungsstufen des Seelenlebens (Digitalisat – Internet Archive)
- 1 Kafka: Tierpsychologie
- 2 Thurnwald: Psychologie des primitiven Menschen
- 3 Giese: Kinderpsychologie

II Die Funktionen des normalen Seelenlebens
- 1 Gutzmann: Psychologie der Sprache
- 2 Runze: Psychologie der Religion
- 3 Müller-Freienfels: Psychologie der Künste
- 4 Fischer: Psychologie der Gesellschaft
- 5 Lipmann: Psychologie der Berufe

III Die Funktionen des abnormen Seelenlebens
- 1 Gruhle: Psychologie des Abnormen
- 2 Göring: Kriminalpsychologie
- 3 Sanctis: Psychologie des Traumes
- 4 Allers: Psychologie des Geschlechtslebens